# Extrasolar Planets Encyclopaedia

Logo do Ex.Planet

The Extrasolar Planets Encyclopaedia é um site de astronomia, fundada em Paris, França, no Observatório de Meudon por Jean Schneider em fevereiro de 1995, que mantém um banco de dados de todos os atualmente conhecidos e candidatos a exoplanetas, com páginas de "notas" para cada planeta individual e uma lista completa interativo de catálogo e planilha. O catálogo principal é composto por bancos de dados de todos os exoplanetas atualmente confirmados, bem como um banco de dados das detecções de exoplanetas não confirmados. Os bancos de dados são frequentemente atualizados com novos dados de publicações de conferências com dupla revisão.
Em suas respectivas páginas, os planetas estão listados juntamente com suas propriedades básicas, tais como o ano da descoberta, massa, raio, período orbital, semi-eixo maior, excentricidade, inclinação, longitude do periastro, tempo de periastro, variação máxima de tempo, tempo de trânsito, incluindo todos os valores da faixa de erro.
As páginas de dados individuais dos planeta também conter os dados da estrela-mãe, tais como nome, distância (pc), tipo espectral, temperatura efetiva, magnitude aparente V, massa, raio, idade, ascensão reta e declinação. Mesmo quando são conhecidas, nem todos estes valores são listados no catálogo de planilhas interativo. E a maioria dos valores faltando são os que simplesmente exigem a aplicação da terceira lei Kepler de movimento são deixados em branco. Mais notavelmente ausentes em todas as páginas é a luminosidade da estrela.
Em junho de 2011, o catálogo tem como objetivo incluir objetos até 25 vezes a massa de Júpiter, um aumento sobre os critérios de inclusão anteriores de 20 vezes a massa de Júpiter.